# Trinodes
Trinodes är ett släkte av skalbaggar som beskrevs av Pierre François Marie Auguste Dejean 1821. Trinodes ingår i familjen ängrar.
Släktet innehåller bara arten Trinodes hirtus.